# Liste deutscher Wörter aus dem Chinesischen
Es sind nicht viele Wörter, die direkt aus der chinesischen Sprache als Sinismen in den deutschen Sprachgebrauch übernommen wurden. Oft entspricht die deutsche Aussprache kaum der Hochchinesischen, weil das Wort entweder aus einem chinesischen Dialekt oder über eine andere Sprache übernommen wurde.
Wie bei Lehnwörtern oft der Fall, bezeichnen sie oft „typisch Chinesisches“.
| Deutsch                                    | Chinesisch                              | Pinyin    | Anmerkungen |
| ------------------------------------------ | --------------------------------------- | --------- | --- |
| Chop Suey                                  | Kurzzeichen: 杂碎 Langzeichen: 雜碎     | zásuì     | Der Name des chinesischen Gerichts, das eigentlich aus der Goldgräberzeit in Kalifornien stammt, kommt aus dem Kantonesischen und bedeutet zerbrochenes Allerlei. |
| Chow-Chow                                  | Kurz- und Langzeichen: 炒炒             | chǎochǎo  | Chow chow (sprich: tschau-tschau) bedeutet gut gebraten und steht hier für das chinesische Gericht sōngshīquǎn (鬆獅犬 / 松狮犬, dt. „aufgeplusterter Löwenhund“). |
| Dim Sum                                    | Kurzzeichen: 点心 Langzeichen: 點心     | diǎnxīn   | Dím Sām ist die kantonesische Aussprache von diǎnxīn. |
| Dschunke                                   | Kurz- und Langzeichen: 船               | chuán     | Das chinesische Wort für Schiff wird heute chuán (tschuan) ausgesprochen. Die deutsche Bezeichnung für ein chinesisches Schiff kam über das portugiesische junco oder das englische junk aus dem malaiischen djung, was großes Schiff bedeutet.                                                                                         |
| Feng Shui                                  | Kurzzeichen: 风水 Langzeichen: 風水     | fēngshuǐ  | Die Bezeichnung für die chinesische Geomantik bedeutet Wind und Wasser. |
| Ginkgo                                     | Kurzzeichen: 银杏 Langzeichen: 銀杏     | yínxìng   | Das Wort mit der Bedeutung Silberaprikose (chinesische Aussprache: yínxìng) kommt über das japanische ginkyo ins Deutsche. Zu beachten ist vor allem der Übertragungsfehler von Ginkyo zu Ginkgo, der in der botanischen Nomenklatur festgeschrieben wurde.                                                                             |
| Kaolin                                     | Kurzzeichen: 高岭 Langzeichen: 高嶺     | Gāolǐng   | Kaolin kommt von dem Ortsnamen Gaoling bei Jingdezhen, der sich zusammensetzt aus hoch (高 gāo) und Gebirge (嶺 / 岭 lǐng). |
| Ketchup                                    | Kurz- und Langzeichen: 茄汁             | qiézhī    | Linguistische Herkunft unklar. Möglicherweise von Kantonesisch 茄 (ke4) 汁 (jap1) als Zusammenfassung der Wörter für Tomate (番茄 fānqié) und Saft (汁 zhī). |
| Kotau                                      | Kurzzeichen: 磕头 Langzeichen: 磕頭     | kētóu     | Das um 1900 ins Deutsche übernommene Wort entstammt dem chinesischen Hofzeremoniell und bedeutet mit dem Kopf (頭 / 头 tóu) schlagen/hart stoßen (磕 kē). |
| Kuli                                       | Kurz- und Langzeichen: 苦力             | kǔlì      | Linguistische Herkunft unklar. Das chinesische Wort, geschrieben mit den Schriftzeichen kǔ (苦, „bitter“) und lì (力, „Kraft“), ist selbst ein Lehnwort. |
| Kumquat                                    | Kurz- und Langzeichen: 柑橘             | gānjú     | Kumquat ist die anglisierte kantonesische Entsprechung des nordchinesischen Wortes gānjú. |
| Kungfu                                     | Kurz- und Langzeichen: 功夫             | gōngfu    | Gōngfu bedeutet große Anstrengung. |
| Litschi                                    | Kurz- und Langzeichen: 荔枝             | lìzhī     | |
| Longan                                     | Kurzzeichen: 龙眼 Langzeichen: 龍眼     | lóngyǎn   | Die Frucht Longyan heißt wörtlich Drachenauge und ist vom Namen einer Stadt und eines Bezirks in der Provinz Fujian abgeleitet. |
| Mahjong                                    | Kurzzeichen: 麻将 Langzeichen: 麻將     | májiàng   | Der Hanfsperling (麻雀 máquè) ist einer der Spielsteine. |
| Mu Err                                     | Kurzzeichen: 木耳 Langzeichen: 木耳     | mù'ěr     | Ein Pilz, der wörtlich übersetzt Holzohr bedeutet und im Deutschen unter anderem als Judasohr bekannt ist. |
| Oolong-Tee                                 | Kurzzeichen: 乌龙 Langzeichen: 烏龍     | wūlóng    | 烏 / 乌 wū bedeutet die Farbe einer Krähe, schwarz. 龍 / 龙 lóng ist das Zeichen für Drachen. |
| Pu-Erh-Tee                                 | Kurz- und Langzeichen: 普洱茶           | pǔ’ěrchá  | Der fermentierte Tee ist nach der Pu’er-Region in der Provinz Yunnan benannt. |
| Qigong                                     | Kurzzeichen: 气功 Langzeichen: 氣功     | qìgōng    | Wörtlich „Beitrag zur Moral“ oder „Leistung des/durch Qi“. Man versteht darunter ein Übungssystem zur Bewegungsmeditation, basierend auf dem Modell des Qi. Oft in einem Kontext mit Taijiquan gesehen. |
| Sampan                                     | Kurz- und Langzeichen: 舢舨             | shānbǎn   | |
| Seide                                      | Kurzzeichen: 丝 Langzeichen: 絲         | sī        | Das chinesische Wort sī kam über das griechische σηρικóς (sērikós) in die lateinische Sprache als seres. Dieses Wort kann aber nicht die Quelle des deutschen Wortes Seide sein. Vielleicht lässt sich über das Wort Satin, das aus dem arabischen von Zaitun, dem ehemaligen Namen der Hafenstadt Quanzhou die Spur nach China finden. |
| Taifun                                     | Kurzzeichen: 台风 Langzeichen: 颱風     | táifēng   | Der Begriff Taifun (im Kantonesischen „taifung“) leitet sich von 大風 / 大风 dàfēng „großer Wind“ ab. |
| Taiji                                      | Kurzzeichen: 太极 Langzeichen: 太極     | tàijí     | Taiji bedeutet äußerste Gegensätze und meint damit Yin und Yang. |
| Taijiquan, Tai Chi Chuan oder kurz Tai Chi | Kurzzeichen: 太极拳 Langzeichen: 太極拳 | tàijíquán | Taijiquan, auch als chinesisches Schattenboxen bekannt, ist ein Übungssystem für Bewegungsmeditation und Kampfkunst. |
| Tao                                        | Kurz- und Langzeichen: 道               | dào       | Dao bedeutet Weg / Methode und ist der Kernbegriff des Daodejing. |
| Tee                                        | Kurz- und Langzeichen:茶                | chá       | Die nordchinesische Aussprache des Schriftzeichens 茶 ist chá und wurde unter anderem von den Russen, den Arabern und den Japanern übernommen. Die Aussprache te aus dem Xiamen-Dialekt der Provinz Fujian wurde von den meisten europäischen Sprachen übernommen.                                                                      |
| Tofu                                       | Kurz- und Langzeichen: 豆腐             | dòufu     | Dòufu bedeutet so viel wie Bohnenquark. |
| Wok                                        | Kurzzeichen: 镬 Langzeichen: 鑊         | huò       | Aus dem Kantonesischen 鑊 / 镬 wohg. 鑊 / 镬 ist ein spezielles kantonesisches Wort, welches aber wahrscheinlich mit Mandarin 鍋 / 锅 guō verwandt ist. |
| Yang                                       | Kurzzeichen: 阳 Langzeichen: 陽         | yáng      | Das männliche Prinzip bezeichnet ursprünglich den Südhang eines Berges. (Vgl. Ortsnamen wie Luoyang = nördlich vom Luo-Fluss). |
| Yin                                        | Kurzzeichen: 阴 Langzeichen: 陰         | yīn       | Das weibliche Prinzip bezeichnet ursprünglich den Nordhang eines Berges. |